# Friedrich Ohnesorge
Friedrich Hermann Johannes Ohnesorge (* 13. September 1834 in Soldin; † 2. Juni 1915 in Sebnitz) war ein deutscher Lehrer und Heimatforscher.

## Leben und Wirken
Der Pastorensohn Ohnesorge war Schüler des Gymnasiums zum grauen Kloster in Berlin, wo er zu Ostern 1855 das Abiturienten-Examen ablegte. Danach nahm er ein Studium der Theologie an der Universität in Berlin auf. Ab Ostern 1858 war er als Hauslehrer tätig. Im Herbst 1860 bestand er das Rektor-Examen in Frankfurt (Oder). 1861 wurde er Konrektor in Anklam und 1875 Privatlehrer in Dresden. Ab 1866 lebte Ohnesorge in Sebnitz, wo er zunächst als Lehrer und zwischen 1873 und dem Eintritt in den Ruhestand zum 1. Februar 1907 als Direktor der Sebnitzer Stadtschule tätig war. 
Bekannt wurde er u. a. als Verfasser mehrerer Gedichte und Lieder zu zeitgeschichtlichen Themen und als Übersetzer schwedischer Dichtungen ins Deutsche. Daneben beschäftigte er sich auch mit Botanik und Geschichte der Sächsischen Schweiz.

## Schriften (Auswahl)
- Das große deutsche Jubeljahr. Döbeln 1888.
- Jubelfeier des Hauses Wettin Leipzig 1889.
- Wilhelm der Große. Berlin 1897.
- Ragnarök. Weltbrandlieder von 1914/15. Lehnert, 1915.